# Crépon (Calvados)
Crépon és un municipi francès situat al departament de Calvados i a la regió de Normandia. L'any 2007 tenia 213 habitants.

## Demografia

### Població
El 2007 la població de fet de Crépon era de 213 persones. Hi havia 85 famílies de les quals 24 eren unipersonals (12 homes vivint sols i 12 dones vivint soles), 20 parelles sense fills, 37 parelles amb fills i 4 famílies monoparentals amb fills.
La població ha evolucionat segons el següent gràfic:
Habitants censats

### Habitatges
El 2007 hi havia 115 habitatges, 88 eren l'habitatge principal de la família, 21 eren segones residències i 6 estaven desocupats. 112 eren cases i 3 eren apartaments. Dels 88 habitatges principals, 76 estaven ocupats pels seus propietaris, 8 estaven llogats i ocupats pels llogaters i 3 estaven cedits a títol gratuït; 2 tenien dues cambres, 11 en tenien tres, 21 en tenien quatre i 53 en tenien cinc o més. 69 habitatges disposaven pel capbaix d'una plaça de pàrquing. A 31 habitatges hi havia un automòbil i a 54 n'hi havia dos o més.

### Piràmide de població
La piràmide de població per edats i sexe el 2009 era:
| Homes | Edats   | Dones |
| ----- | ------- | ----- |
| 0     | 95 o +  | 0     |
| 0     | 90 a 94 | 0     |
| 4     | 85 a 89 | 0     |
| 0     | 80 a 84 | 0     |
| 0     | 75 a 79 | 4     |
| 16    | 70 a 74 | 8     |
| 4     | 65 a 69 | 0     |
| 12    | 60 a 64 | 4     |
| 4     | 55 a 59 | 16    |
| 0     | 50 a 54 | 4     |
| 0     | 45 a 49 | 0     |
| 4     | 40 a 44 | 4     |
| 8     | 35 a 39 | 4     |
| 12    | 30 a 34 | 8     |
| 16    | 25 a 29 | 12    |
| 4     | 20 a 24 | 0     |
| 0     | 15 a 19 | 4     |
| 8     | 10 a 14 | 4     |
| 0     | 5 a 9   | 8     |
| 4     | 0 a 4   | 4     |

## Economia
El 2007 la població en edat de treballar era de 136 persones, 96 eren actives i 40 eren inactives. De les 96 persones actives 90 estaven ocupades (47 homes i 43 dones) i 6 estaven aturades (4 homes i 2 dones). De les 40 persones inactives 19 estaven jubilades, 8 estaven estudiant i 13 estaven classificades com a «altres inactius».

### Ingressos
El 2009 a Crépon hi havia 89 unitats fiscals que integraven 213 persones, la mediana anual d'ingressos fiscals per persona era de 19.886 €.

### Activitats econòmiques
Dels 15 establiments que hi havia el 2007, 1 era d'una empresa de fabricació d'altres productes industrials, 5 d'empreses de comerç i reparació d'automòbils, 5 d'empreses d'hostatgeria i restauració, 1 d'una empresa d'informació i comunicació, 1 d'una empresa financera, 1 d'una empresa immobiliària i 1 d'una empresa de serveis.
L'únic servei als particulars que hi havia el 2009 era un taller de reparació d'automòbils i de material agrícola.
Dels 2 establiments comercials que hi havia el 2009, 1 era una fleca i 1 una botiga d'electrodomèstics.
L'any 2000 a Crépon hi havia 7 explotacions agrícoles que ocupaven un total de 504 hectàrees.

## Poblacions més properes
El següent diagrama mostra les poblacions més properes.